# O Romance de Teresa Bernard
O Romance de Teresa Bernard, é um romance da escritora brasileira Maria José Dupré, sob o pseudónimo de Sra. Leandro Dupré.   
Publicado originalmente em 1941 pela editora Civilização Brasileira, sendo o primeiro livro publicado pela autora. Posteriormente foi reeditado pela Editora Brasiliense em 1944 e pela  Editora Saraiva em 1957 e 1967

## Enredo
Narrado em primeira pessoa, o romance conta as memórias de Teresa Bernard, uma mulher rica e culta da sociedade paulista, que se apaixona por um homem casado , o médico Artur, cuja esposa está a beira da morte. 
Assim, Teresa decide realizar uma viagem pela Europa com sua dama de companhia para Paris, Nice, Londres e um tour pela Itália, enquanto espera o momento em que poderá casar-se com Artur.

## Personagens
Teresa Bernard; Artur; Elisabeth; Viturina; Lúcio; Tianinha; Tia Lina; Tia Olívia; Tia Marica; Avó de Teresa; Angelina; Ivone; Ernesto ; Sônia.

## Curiosidades
- Maria José Dupré pensou em usar um pseudonimo e sugeriu Mary Joseph, que usara anteriormente para escrever um conto em um jornal. Porém o pseudonimo escolhido pela autora não agradou o editor Arthur Neves, tinha a opinião que um romance com tal pseudonimo já estaria condenado ao fracasso. Porém por ídeia do marido da autora ficou "Sra. Leandro Dupré.